# Ad acta
Der Ausdruck ad acta (‚zu den Akten‘) ist eine lateinische Phrase aus der Amtssprache. Sie wird mit a. a., manchmal auch mit ad a. abgekürzt. Dieser ehemals amtliche Vermerk wurde auf Eingaben angebracht, die keiner Entscheidung mehr bedurften und archiviert, also zu den Akten gelegt wurden. In der zeitgemäßen Aktenhaltung wird auch das Kürzel z. d. A. für „zu den Akten“ verwendet.
In der heutigen Verwendung bedeutet etwas ad acta legen, dass eine (gelegentlich lästige) Angelegenheit als erledigt betrachtet wird.